# Єлфімов Петро Петрович
Петро Петрович Єлфімов (нар. 15 лютого 1980, Могильов) — білоруський співак, музикант, автор пісень, аранжувальник, музичний продюсер, викладач вокалу. Представник Білорусі на Євробаченні 2009.

## Біографія
Петро Петрович Єлфімов народився 15 лютого 1980 року в Могильові, в родині музикантів. З шести років пішов у школу з музичним ухилом по класу труби.
У 1994 році вступив до Могилевської гімназії-коледжу музики і хореографії на спеціальність «хоровик-диригент». 4 роки був солістом студії «Дубль», у складі якої став лауреатом телевізійного конкурсу молодих артистів естради «Зорная ростань-96». У 1998 році вступив до БДАМ (Білоруська державна академія музики) на вокально-хоровий факультет за спеціальністю «академічний спів». З серпня 2003 року по червень 2004 року Петро Єлфімов був учасником ансамблю «Пісняри» під керуванням В. Шарапова (призначений після смерті Володимира Мулявіна). У 2004 році він став володарем Гран-прі Міжнародного конкурсу виконавців естрадної пісні «Вітебськ — 2004», що проходить у рамках Міжнародного фестивалю мистецтв «Слов'янський базар у Вітебську». У 2009 році закінчив магістратуру Білоруської державної академії музики і одержав звання магістра.
8 вересня 2011 року піснею «Дзвони» завершив вечір-реквієм, що проходив у «Мінськ-Арені» на честь загиблих напередодні в авіакатастрофі хокеїстів ярославського «Локомотива».
У концертному репертуарі Петра Єлфімова є твори від важкого року до романсу: Володимира Мулявіна, Ігоря Лученка, «Deep Purple», Чеслава Немена, твори класичних композиторів тощо.

### КВК
З 1999 року Петро Єлфімов брав участь у КВК. Виступав за команди ПТУ-124, Білоруського державного університету (БДУ) і «Збірну РУДН». Двічі чемпіон Вищої ліги КВН у складі команди БДУ (1999, 2001). У 2002 і 2003 роках у складі Збірної РУДН двічі брав участь у фестивалі КВН «Голосящий КиВин», завоювавши у складі команди «Великого Ківіна в темному» (приз за 3-тє місце) і «Малого Ківіна в золотому» (приз за 4-те місце) відповідно. У 2007 році в Сочі виграв літній кубок КВК 2007 року.

### Євробачення 2004
Петро Єлфімов як один з бек-вокалістів дуету «Олександра і Костянтин» брав участь у півфіналі Євробачення 2004 в Стамбулі. Пісня «My Galileo» у їх виконанні у фінал конкурсу не пройшла.

### Євробачення 2009
19 січня 2009 року Петро Єлфімов виграв відбірковий тур Білорусі (Eurofest) на Євробачення 2009. Пісня яку виконував — «Eyes That Never Lie». У фіналі Єлфімов набрав 11475 голосів, а друге місце зайняла співачка Гюнешь з піснею «Fantastic Girl» набравши 7949 голосів. Петро Елфімов виступав не один, разом з ним Білорусь представляли: Ярослав Неверкович (клавіші), Андрій Маврін (ударні), Антон Чурилов (гітара), Дмитро Микулич (гітара) і Андрій Старовойтов (звукорежисер). У Москві на конкурсі у першому півфіналі, що відбувся 12 травня 2009 року, посів 13 місце, що не дало йому можливість пройти до фіналу.

### World Championships of Performing Arts 2010
З 17 по 25 липня 2010 року в Голлівуді (Лос-Анджелес, США) проходив Всесвітній чемпіонат виконавських мистецтв, на якому Петро Єлфімов представив Білорусь у п'яти номінаціях. На конкурсі Петром були представлені наступні твори: «Зачараванная», Арія Ленського з опери «Евгений Онегин», Арія Ісуса Христа з рок-опери «Иисус Христос суперзвезда», «Somewhere in the night» (англ.версія «Просто лети»), «Child in Time» (гурт Deep Purple).
Як результат — 5 золотих медалей у п'яти номінаціях:
- GOLD — Female Vocal Broadway — 30&Over
- GOLD — Female Vocal Contemporary — 30&Over
- GOLD — Female Vocal Open — 30&Over
- GOLD — Female Vocal Opera — 30&Over
- GOLD — Female Vocal Original Works — 30&Over

Крім того, Петро отримав спеціальну нагороду за досягнення в індустрії розваг і золоту медаль фіналіста.

### Телешоу на російському телебаченні
Восени 2013 року взяв участь у другому сезоні популярного телешоу «Голос», яке транслюється у вечірньому ефірі Першого каналу. У складі команди Леоніда Агутіна дійшов до чвертьфіналу проекту. Восени 2015 року пройшов відбір до телевізійного конкурсу виконавців естрадної пісні «Головна сцена», що виходить на телеканалі «Росія-1», в якому вийшов до фіналу і здобув перемогу за підсумками глядацького інтернет-голосування у мережі Вконтакте.

## Особисте життя
- Перша дружина — Дементьєва Наталія[6] (розлучилися на початку 2004 року).
- Одружений з Тетяною Космачевою. Донька Поліна.

## Дискографія
2006 — Я хочу (лейбл «Нова музична компанія»)
2007 — Колокола (лейбл «Лінос»)
2009 — Eyes That Never Lie — single (лейбл «MAHA — PACK»)
2009 — С новым рожденьем (лейбл «Вігма»)
2012 — Книга откровений (лейбл «Вігма»)
2014 — Эпидемия Сокровище Энии
2015 — Главная роль
2015 — Виконт Арийская Русь Частина 2
2018 — Эпидемия Легенда Ксентарона
2018 — Колизей Два диска
2018 — Окситания (лейбл «CD-Maximum»)
2018 — Симфония Холстинина (лейбл «Forces United»)

## Відеокліпи
- 2008 — Моя душа
- 2009 — Eyes That Never Lie
- 2016 — Шаг навстречу
- 2017 — Выбор есть!

## Фільмографія
- 2012 — Вкрасти Бельмондо (Білорусьфільм) (реж. М. Князєв)

## Нагороди
- Медаль Франциска Скорини